# Dick Gibson
Dick Gibson (Bourne Lincolnshire, 16 de abril de 1918-Cádiz, España, 17 de diciembre de 2010) fue un piloto británico de automovilismo. Fue parte de dos Grandes Premios de Fórmula 1, abandonando en ambos. Compitió en múltiples carreras fuera del campeonato, logrando algunos resultados destacados como un quinto puesto en Aintree en 1956.

## Resultados

### Fórmula 1
(Clave) (negrita indica pole position) (cursiva indica vuelta rápida)

| Año     | Escudería | 1   | 2   | 3   | 4   | 5   | 6         | 7   | 8         | 9   | 10  | 11  | Pos. | Puntos |
| ------- | --------- | --- | --- | --- | --- | --- | --------- | --- | --------- | --- | --- | --- | ---- | ------ |
| 1957    | R Gibson  | ARG | MON | 500 | FRA | GBR | GER RetF2 | PES | ITA       |     |     |     | NC   | 0      |
| 1958    | R Gibson  | ARG | MON | NED | 500 | BEL | FRA       | GBR | GER RetF2 | POR | ITA | MOR | NC   | 0      |
| Fuente: |           |     |     |     |     |     |           |     |           |     |     |     |      |        |